# Casper Dalhoff
Casper Dalhoff (født i Aarhus 24. august 1972) er en prisvindende fotojournalist fra Danmark. I 2017 vandt han førstepladsen i kategorien "Årets Sportsbillede Action" ved Årets Pressefoto.
Han er opvokset i Egå og Ry og har været bosat i Aarhus, København og Ry.

## 2021
- Vinder af en 1. pris ved “Pictures of the Year Inc.” (POYi).

For den samlede fotografiske-fortælling om Kurt Rasmussens kamp med at komme tilbage til livet efter at være ramt af corona.
- Vinder af en 2. pris ved Årets Pressefoto (Danmark).

”Tilbage fra afgrunden” (en filmisk fortælling om Kurt Rasmussens kamp med at komme tilbage til livet efter at være ramt af corona).

## 2019
- Vinder af en 1. pris ved Årets Pressefoto (Danmark).

“Vi er Smuk” (en filmisk fortælling om Smuk fest i Skanderborg.

## 2018
- Vinder af en 1. pris ved Årets Pressefoto (Danmark).

”Rugby ladies of Denmark” sport.

## 2017
- Vinder af 1. pris i hovedkategorien “Community Awareness Award” i “Pictures of the Year Inc.” (POYi).

"The Last Child at the Orphanage” (fortællingen om lukningen af børnehjemmet Himmelbjerggården).
- Vinder af en pris ved Årets Pressefoto (Danmark), ”Reportage Danmark”.

”Det sidste barn på bjerget” (fortællingen om lukningen af børnehjemmet Himmelbjerggården).
- Vinder af en pris ved Årets Pressefoto (Danmark), ”Nyhed udland”.

”Præsident Donald Trumph til vælgermøde”.
- Vinder af en pris ved Årets Pressefoto (Danmark) ”Dansk hverdag”.

”Plejehjemmet”.

## 2016
- Vinder af 1. pris i hovedkategorien “Community Awareness Award” I “Pictures of the Year Inc.” (POYi).

”The Dark Side” (fortællingen om livet på Sølund, Danmarks største institution for mennesker med fysik- og psykiske funktionsnedsættelse).

## 2015
- Vinder af en 1. pris ved Årets Pressefoto (Danmark).

”Julefrokost for hjemløse i Aarhus”.

## 2010
- Nomineret til ”Gaffa Prisen”.

For bedste musikvideo til sangen ”Morten”, “De Eneste To”, instruktion og fotograf.

## 2008
- Vinder af en 2. pris ved ”National Press-Photographer Association” (NPPA).

“Den sidste omgang” (om livet i E-Huset et plejehjem for aktive alkoholikere).
- Vinder af en 2. pris ved “Pictures of the Year Inc.” (POYi).

“Den sidste omgang” (om livet i E-Huset et plejehjem for aktive alkoholikere).

## 2007
- Vinder af 1. pris i den nationale fotokonkurrence om folkesundhed.

”Rygerne på Riget”.

## 2005
- Award of Excellence “Pictures of the Year Inc.” (POYi).

“Exiled Inuits - Qaanaaq”. (fortællingen om livet i den grønlandske by Quaanaaq).
- Vinder af en 1. pris ved Årets Pressefoto (Danmark).

“Exiled Inuits- Qaanaaq”. (fortællingen om livet i den grønlandske by Quaanaaq).

## 2003
- Vinder af 1. pris “World Press Photo”- ”The Dark Side”.

Fortællingen om livet på Sølund, Danmarks største institution for mennesker med fysik- og psykiske funktionsnedsættelse.
- Vinder af 1. pris “National Press-Photographer Association” (NPPA) - ”The Dark Side”.

Fortællingen om livet på Sølund, Danmarks største institution for mennesker med fysik- og psykiske funktionsnedsættelse.
- Vinder af en pris ved Årets Pressefoto (Danmark), ”The Dark Side”.

Fortællingen om livet på Sølund, Danmarks største institution for mennesker med fysik- og psykiske funktionsnedsættelse.

## 2000
- Vinder af en pris ved Årets Pressefoto (Danmark), ”The Dark Side”.

Fortællingen om livet på Sølund, Danmarks største institution for mennesker med fysik- og psykiske funktionsnedsættelse.

## 1998
- Vinder af en pris ved Årets Pressefoto (Danmark) ”Nyhed udland”.

Oversvømmelser i Polen.

## 2005
- Udvalgt som “PDN 30”, USA, som en af verdens 30 mest talentfulde fotografer omkring 30-årsalderen.

## 2004
- Udvalgt til World Press Photo Master Class.

- Udvalgt og repræsenteret som ”top fotograf” af det internationale fotobureau Corbis, USA.

## 1999
- Uddannet fotojournalist fra Danmarks Journalisthøjskole (DMJX).

## 2006-
- Ansat som fotograf på Morgenavisen Jyllands-Posten jp.dk.

## 2002-2006
- Ansat som fotograf på ugeavisen Ingeniøren (deltid).

## 1999-2006
- Freelance fotograf.